# Salvataggio (informatica)

Icona di un disco floppy, tipicamente usata come simbolo del salvataggio in molti programmi

Salvataggio è un termine informatico (in inglese save) che indica l'azione di creare o aggiornare un file contenente informazioni sul lavoro che un utente sta svolgendo in un determinato momento, in un dispositivo di memoria di massa. È una procedura fondamentale che permette di interrompere il lavoro e riprenderlo in seguito, anche dopo lo spegnimento e riaccensione della macchina, quindi mette anche al sicuro il proprio lavoro da inconvenienti quali la repentina mancanza di corrente, il blocco del sistema operativo, una aggressione informatica, ecc.

## Videogiochi
In ambito videoludico indica l'azione di scrivere in un file i progressi compiuti dal giocatore per evitare che questi vadano persi, permettendo di interrompere la partita e riprenderla in un secondo momento, o anche di ritentare la partita più volte in caso di sconfitta, ricominciando da una precisa situazione.
La capacità di salvataggio ha cominciato a diffondersi in particolare con il successo degli home computer adatti al gioco, e ha indirettamente contribuito anche alla crisi che ha colpito le console negli anni '80. La possibilità di salvare permette infatti di sviluppare videogiochi molto più complessi. Prima era necessario ricominciare ogni volta da capo, quindi erano attuabili solo giochi che potessero essere completati in un'unica sessione di gioco; i computer permettono di salvare sulle memorie riscrivibili, quindi di giocare in più sessioni a giochi molto articolati dove una partita dura molte ore.
In seguito il salvataggio si è andato affermando anche nel mondo delle console. Già il  Nintendo lo sfruttò per alcuni titoli, come The Legend of Zelda, troppo lunghi per essere giocati senza un sistema di salvataggio. A quei tempi, i salvataggi avvenivano su cartuccia. Successivamente, i salvataggi venivano salvati su memorie flash esterne chiamate Memory Card. Tutte le consolle attualmente presenti sul mercato danno all'utente la possibilità di salvare, benché l'utilizzo delle memorie flash esterne sia recentemente entrato in crisi, a favore dei ben più capienti e comodi hard disk.